# Vasiliki Soupiadou
Vasiliki Soupiadou (6 de abril de 1978) é uma ex-futebolista grega que atuava como atacante.

## Carreira
Vasiliki Soupiadou representou a Seleção Grega de Futebol Feminino, nas Olimpíadas de 2004. 